# John Hargis
John Arlington Hargis (Nacogdoches, 20 agosto 1920 – Buda, 2 gennaio 1986) è stato un cestista statunitense, professionista nella NBL e nella NBA.

## Palmarès
- Campione NBL (1949)